# Juan Mónaco
Juan Mónaco (ur. 29 marca 1984 w Tandil) – argentyński tenisista specjalizujący się w grze na nawierzchni ziemnej, reprezentant w Pucharze Davisa, olimpijczyk.
Kariera Juana Mónaco trwała od 2002 do maja 2017. W lipcu 2012 roku był sklasyfikowany na 10. pozycji w rankingu ATP Entry, najwyższym w swojej karierze.
W sumie wygrał 12 turniejów rangi ATP World Tour, 9 w grze pojedynczej i 3 w grze podwójnej.

## Życie prywatne
Juan Mónaco jest synem Hectora i Cristiny. Ojciec jest biznesmenem, a matka architektem. Ma również starszą siostrę, Marę oraz młodszego brata, Andresa. W wolnym czasie chętnie odwiedza swoich znajomych oraz przebywa w domu z rodziną. Lubi piłkę nożną i koszykówkę.

## Kariera tenisowa

### 2002–2003
W styczniu 2002 Mónaco rozpoczął karierę seniorską. W tym roku wygrał turniej rangi ITF Futures F20 na Jamajce. W marcu 2003 roku zwyciężył po raz kolejny w Jamajce, rozgrywkach futuresowych F4. Do końca sezonu wygrał jeszcze cztery imprezy, w Argentynie (F1 futures) i (F6 futures), Boliwii (F1) oraz w Urugwaju (F2).

### 2004
Drugi rok w zawodowej karierze zaczął od triumfu w rozgrywkach ATP Challenger Tour w São Paulo. Na początku lutego Mónaco wystartował po raz pierwszy w turnieju ATP World Tour, w Viña del Mar, ale odpadł w III rundzie kwalifikacji. W tym samym miesiącu osiągnął ćwierćfinał rozgrywek w Buenos Aires, eliminując wcześniej m.in. Juana Ignacio Chelę. W turnieju ATP Masters Series w Miami doszedł do III rundy, przechodząc wcześniej kwalifikacje. W turnieju głównym pokonał Joachima Johanssona i Gustavo Kuertena, a przegrał z Paradornem Srichaphanem.
W maju zadebiutował w turnieju wielkoszlemowym, podczas rywalizacji na Roland Garrosie. Na początku pomyślnie przebrnął kwalifikacje, a potem, w fazie zasadniczej doszedł do II rundy, gdzie w walce o dalszą grę przegrał z późniejszym półfinalistą imprezy, Guillermo Corią. W Båstad osiągnął kolejny w sezonie ćwierćfinał, natomiast w Sopocie po raz pierwszy w karierze awansował do półfinału rozgrywek ATP World Tour. Spotkanie o finał przegrał ze swoim rodakiem, José Acasuso.
Ostatni w roku wielkoszlemowy turniej, US Open, Argentyńczyk zakończył w I rundzie, po porażce z Gastónem Gaudio. Kolejny w sezonie półfinał osiągnął w Palermo, ale w meczu o finał nie sprostał Filippo Volandriemu.
Sezon ukończył w czołowej setce rankingu, będąc na 73. miejscu.

### 2005
Na początku sezonu Argentyńczyk zadebiutował w Australian Open, jednak przegrał swój pojedynek w I rundzie. W kwietniu awansował do swojego pierwszego finału rozgrywek ATP World Tour, w Casablance. W finale zmierzył się z Mariano Puertą, który pokonał Mónaco 6:4, 6:1. Na początku maja Mónaco uzyskał ćwierćfinał w Monachium.
W Roland Garrosie i Wimbledonie odpadał w I rundzie. Ten sam rezultat powtórzył na US Open. Do końca roku osiągnął ćwierćfinał w wietnamskim Ho Chi Minh.
Na koniec roku uplasował się na 85. pozycji w rankingu światowym.

### 2006
Sezon 2006 Mónaco zainaugurował od II rundy w Melbourne. W lutym doszedł do ćwierćfinału w Costa do Sauipe. Ten sam wynik uzyskał w Pörtschach.
W Roland Garrosie doszedł do III rundy. Pojedynek o 1/8 finału przegrał z Ivanem Ljubičiciem. Na ceglanych kortach w Stuttgarcie, turnieju rangi ATP International Series Gold, osiągnął półfinał. Spotkanie, którego stawką był finał przegrał 6:4, 2:6, 2:6 z José Acasuso.
W US Open odpadł w I fazie po porażce z Jamesem Blakiem.
Rok 2006 ukończył jako 69. zawodnik na świecie.

### 2007

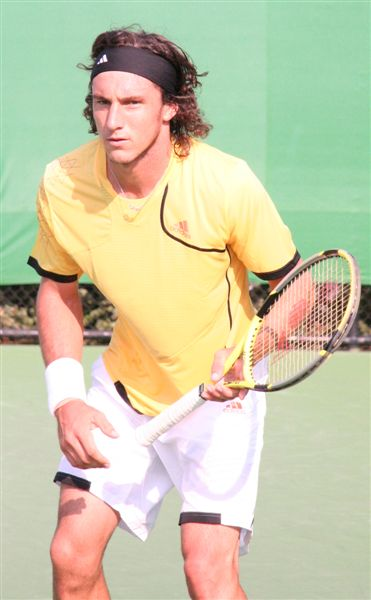
Juan Mónaco podczas Australian Open, 2007

Na początku roku Mónaco zagrał w turnieju w Auckland, przechodząc najpierw eliminacje, a potem w fazie zasadniczej dochodząc do ćwierćfinału. W Australian Open odpadł w I etapie z Nicolasem Mahutem. Podczas rozgrywek w Costa do Sauipe zaszedł do ćwierćfinału.
W rodzinnym Buenos Aires awansował do swojego drugiego finału w karierze. We wcześniejszych rundach zdołał pokonać m.in. zwycięzcę rozgrywek z 2006 roku, Carlosa Moyę. W meczu o tytuł pokonał 6:1, 6:2 Alessio Di Mauro. W turniejach w Houston i Estoril Mónaco osiągał ćwierćfinały.
Drugie w sezonie turniejowe zwycięstwo Mónaco wywalczył Pörtschach. W ćwierćfinale pokonał m.in. Nikołaja Dawydienkę. W finale zmierzył się z Gaëlem Monfilsem, wygrywając pojedynek 7:6(3), 6:0.. W Roland Garrosie doszedł do 1/8 finału, a w Wimbledonie odpadł w I rundzie.
Trzeci triumf w rozgrywkach ATP World Tour Mónaco odniósł w Kitzbühel. W drodze po tytuł pokonał m.in. Tommy'ego Robredo oraz Philippa Kohlschreibera, a w meczu finałowym wygrał 5:7, 6:3, 6:4 z Potito Starace.
W US Open Series Argentyńczyk doszedł do III rundy turnieju ATP Masters Series w Cincinnati. Na kortach Flushing Meadows awansował do IV rundy, a we wcześniejszej fazie wyeliminował m.in. Agustína Calleriego. W połowie października doszedł do ćwierćfinału turnieju w Sztokholmie, a w rozgrywkach rangi ATP Masters Series w Madrycie dotarł do III rundy.
Na koniec roku zajmował 23. miejsce w rankingu Entry.

### 2008
Na początku stycznia Mónaco doszedł do półfinału rozgrywek w Auckland. W spotkaniu o finał uległ Philippowi Kohlschreiberowi 2:6, 1:6. Argentyńczyk wystartował również w grze podwójnej wygrywając pierwszy w karierze deblowy tytuł. Grając razem z Luisem Horną pokonali w finale duet Xavier Malisse-Jürgen Melzer 6:4, 3:6, 10–7. W Australian Open przegrał mecz w III rundzie z Tomášem Berdychem. Podczas imprezy w Viña del Mar Mónaco awansował do finału zarówno w singlu, jak i w deblu. W finale debla razem Máximo Gonzálezem zmierzył się z parą José Acasuso-Sebastián Prieto. Mecz skończył się przedwcześnie, z powodu kontuzji stopy jakiej doznał Mónaco, przy stanie 1:6, 0:3. Po finale debla miał się odbyć finał singla, jednak Mónaco oddał zwycięstwo walkowerem Fernando Gonzálezowi, z powodu urazu wcześniej doznanego.
Na korty powrócił pod koniec lutego na rozgrywki w Buenos Aires, lecz odpadł z rywalizacji w I rundzie po przegranej z Agustínem Callerim. W turnieju ATP Masters Series w Indian Wells doszedł do III rundy, podobnie jak i w Hamburgu. Podczas turnieju w Walencji Mónaco wywalczył drugi deblowy tytuł w karierze. Wspólnie z Máximo Gonzálezem pokonali w finale 7:5, 7:5 parę Travis Parrott-Filip Polášek. Na kortach w Pörtschach po raz drugi w przeciągu dwóch lat Mónaco osiągnął finał singla. W półfinale zdołał pokonać Ivana Ljubičivia, ale w finale nie sprostał Nikołajowi Dawydience.
W rozpoczynającym się Roland Garrosie Argentyńczyk odpadł w I rundzie. W czerwcu, podczas rozgrywek w Warszawie osiągnął półfinał. Pojedynek o finał przegrał z Tommym Robredo. W ostatnim wielkoszlemowym w roku turnieju, US Open odpadł w I rundzie.
Tego roku wystąpił również na igrzyskach olimpijskich w Pekinie. Wystąpił w konkurencjach gry pojedynczej i podwójnej, z których odpadł w I rundzie, w deblu startując w parze z Agustínem Callerim.
Sezon zakończył na 46. miejscu w rankingu światowym.

### 2009

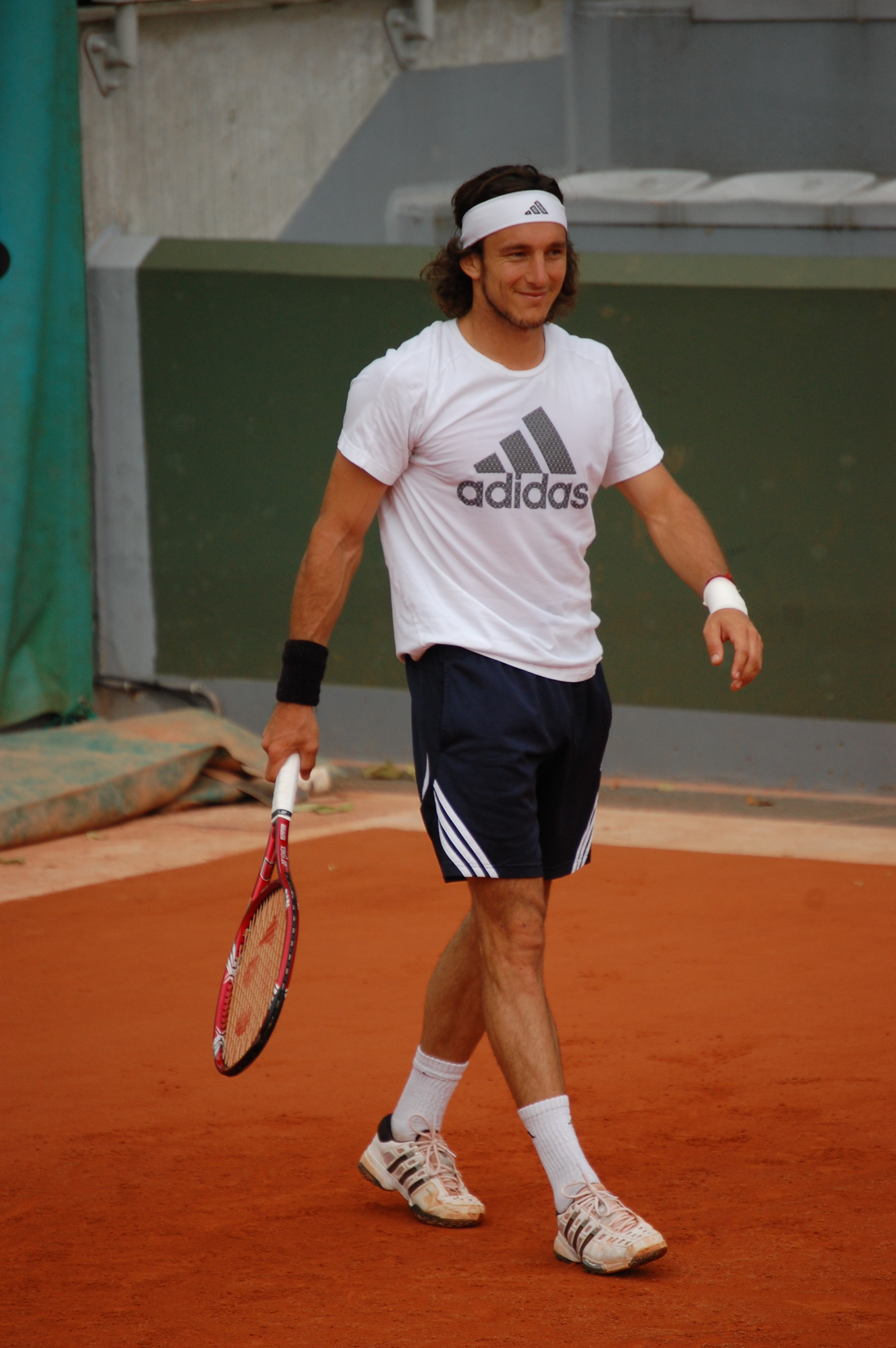
Juan Mónaco podczas French Open, 2009

Ósmy rok w zawodowej karierze Mónaco rozpoczął od porażki w I rundzie w Melbourne. W Viña del Mar doszedł do ćwierćfinału, a w Costa do Sauipe osiągnął finał gry podwójnej partnerując Lucasowi Arnoldowi Kerowi. Rywalami Argentyńczyków w spotkaniu finałowym byli Marcel Granollers i Tommy Robredo, którzy zakończyli zwycięsko rywalizację 6:4, 7:5. W Buenos Aires Mónaco awansował do finału gry pojedynczej, pokonując po drodze m.in. Davida Nalbandiana. W spotkaniu finałowym zmierzył się z Tommym Robredo, który wygrał pojedynek 7:5, 2:6, 7:6(5). Podczas rozgrywek w Monte Carlo Mónaco osiągnął III rundę, podobnie jak i w Barcelonie. W Rzymie awansował po raz pierwszy do ćwierćfinału rozgrywek ATP World Tour Masters 1000. Po drodze pokonał m.in. Andy'ego Murraya. Spotkanie o półfinał przegrał z Fernando Gonzálezem.
W wielkoszlemowym Roland Garrosie odpadł z rywalizacji w II rundzie, a w Wimbledonie w I rundzie. W połowie lipca osiągnął finał turnieju w Båstad. W ćwierćfinale pokonał Fernando Verdasco, a w półfinale wygrał z Tommym Robredo. W spotkaniu finałowym zagrał z Robinem Söderlingiem, z którym przegrał 3:6, 6:7(4).
Na kortach Flushing Meadows Mónaco przegrał swoje spotkanie w I rundzie z Juanem Martínem del Potro. W stolicy Rumunii, Bukareszcie, awansował do kolejnego finału w sezonie. Spotkanie o tytuł rozegrał z Albertem Montañésem, któremu uległ 6:7(2), 6:7(6).
Sezon zakończył na 30. pozycji w rankingu ATP Entry.

### 2010
Pierwszy występ w sezonie Mónaco zanotował w Auckland, gdzie odpadł w II rundzie. Wyeliminował swojego rodaka, Horacio Zeballosa, a przegrał z późniejszym triumfatorem rozgrywek, Johnem Isnerem. W Australian Open awansował do III rundy, pokonując po drodze w trzech setach Ernestsa Gulbisa oraz po pięciosetowym pojedynku Michaëla Llodrę. W pojedynku o 1/8 finału nie sprostał Nikołajowi Dawydience. Na początku lutego Argentyńczyk wystartował w turnieju Movistar Open, rozgrywanym na kortach ziemnych w Santiago. Doszedł tam do finału, jednak w meczu o tytuł przegrał z Thomazem Belluccim 2:6, 6:0, 4:6. W swoim kolejnym występie, na kortach w Buenos Aires uzyskał półfinał. Pojedynek o miejsce w finale przegrał z Juanem Carlosem Ferrero. Ten sam wynik Argentyńczyk powtórzył podczas rozgrywek w Acapulco. W drodze po półfinał pokonał m.in. Fernando Verdasco. W trakcie trwania meczu półfinałowego Argentyńczyk doznał kontuzji mięśni żebra, która uniemożliwiła mu dalszą grę przy stanie 5:7 dla Juana Carlosa Ferrero. Tym samym jego rywal awansował do finału turnieju.
W marcu Mónaco doszedł do ćwierćfinału turnieju ATP World Tour Masters 1000 w Indian Wells, pokonując m.in. Juana Carlosa Ferrero. W pojedynku o półfinał imprezy przegrał w trzech setach z późniejszym triumfatorem rozgrywek, Ivanem Ljubičiciem.
W maju, podczas Drużynowego pucharu świata Mónaco wraz z reprezentacją Argentyny wygrali całą rywalizację. W finale Argentyńczycy pokonali 2:1 USA, a Mónaco zdobył punkt dla zespołu pokonując 1:6, 6:2, 6:3 Sama Querreya. Na Roland Garrosie odpadł z rywalizacji w I rundzie po porażce z Gregą Žemlją. Z Wimbledonu Argentyńczyk się wycofał, natomiast na początku września, podczas US Open odpadł z gry w I rundzie po porażce z Peterem Polanskym.
Jesienią, podczas turnieju ATP World Tour Masters 1000 w Szanghaju Mónaco osiągnął półfinał, eliminując odpowiednio Florenta Serrę, Thiemo de Bakkera, Mischę Zvereva oraz Jürgena Melzera. Spotkanie o finał imprezy przegrał z Andym Murrayem. W listopadzie, podczas rozgrywek w Walencji Argentyńczyk osiągnął ćwierćfinał, pokonując po drodze m.in. Andy'ego Murraya. W pojedynku o półfinał zawodów nie sprostał Marcelowi Granollersowi.
Sezon ukończył będąc na 26. miejscu w zestawieniu ATP.

### 2011
Rok 2011 Mónaco zainaugurował od turnieju w Auckland, gdzie odpadł w I fazie pokonany przez Adriana Mannarino. Podczas Australian Open doszedł do II rundy, po wcześniejszym wyeliminowaniu Simona Greula. Spotkanie o dalszą fazę przegrał wynikiem 4:6, 4:6, 6:3, 2:6 z Robinem Haasem. W lutym Mónaco osiągnął dwa ćwierćfinały, najpierw w Buenos Aires, przegrywając ze Stanislasem Wawrinką oraz Acapulco, gdzie został pokonany przez Davida Ferrera.
Na początku maja Mónaco wystartował w Madrycie, po wygranych z Andriejem Gołubiewem i Gaëlem Monfilsem. Spotkanie o ćwierćfinał Argentyńczyk przegrał z Tomášem Berdychem. Podczas Drużynowego pucharu świata Mónaco wraz z Juanem Ignacio Chelą i Máximo Gonzálezem osiągnęli finał imprezy eliminując po drodze reprezentacje Kazachstanu, Szwecji oraz Stanów Zjednoczonych. W finale Argentyńczycy zmierzyli się z Niemcami, z którymi przegrali 1:2. W swoim singlowym pojedynku Mónaco uległ Florianowi Mayerowi. W wielkoszlemowym Roland Garrosie Argentyńczyk odpadł w I rundzie z Fernando Verdasco. Również w I rundzie Mónaco zakończył swój udział na Wimbledonie, przegrywając w Michaiłem Jużnym.
Pod koniec sierpnia Argentyńczyk dotarł do ćwierćfinału turnieju w Winston-Salem, ponosząc porażkę z Andym Roddickiem. Podczas US Open Mónaco awansował do IV rundy, pokonując po drodze m.in. Radka Štěpánka. Spotkanie o ćwierćfinał zawodów przegrał z Rogerem Federerem. Na początku listopada, podczas zawodów w Walencji Mónaco awansował po raz pierwszy w karierze do finału rozgrywek ATP World Tour na nawierzchni twardej. Argentyńczyk po drodze wyeliminował m.in. Juana Carlosa Ferrero oraz Davida Ferrera. Spotkanie finałowe Mónaco przegrał jednak z Marcelem Granollersem. Następnie Mónaco dotarł do ćwierćfinału turnieju w Paryżu, ponosząc porażkę z Rogerem Federerem.
Rok Argentyńczyk zakończył na 26. miejscu w klasyfikacji ATP.

### 2012

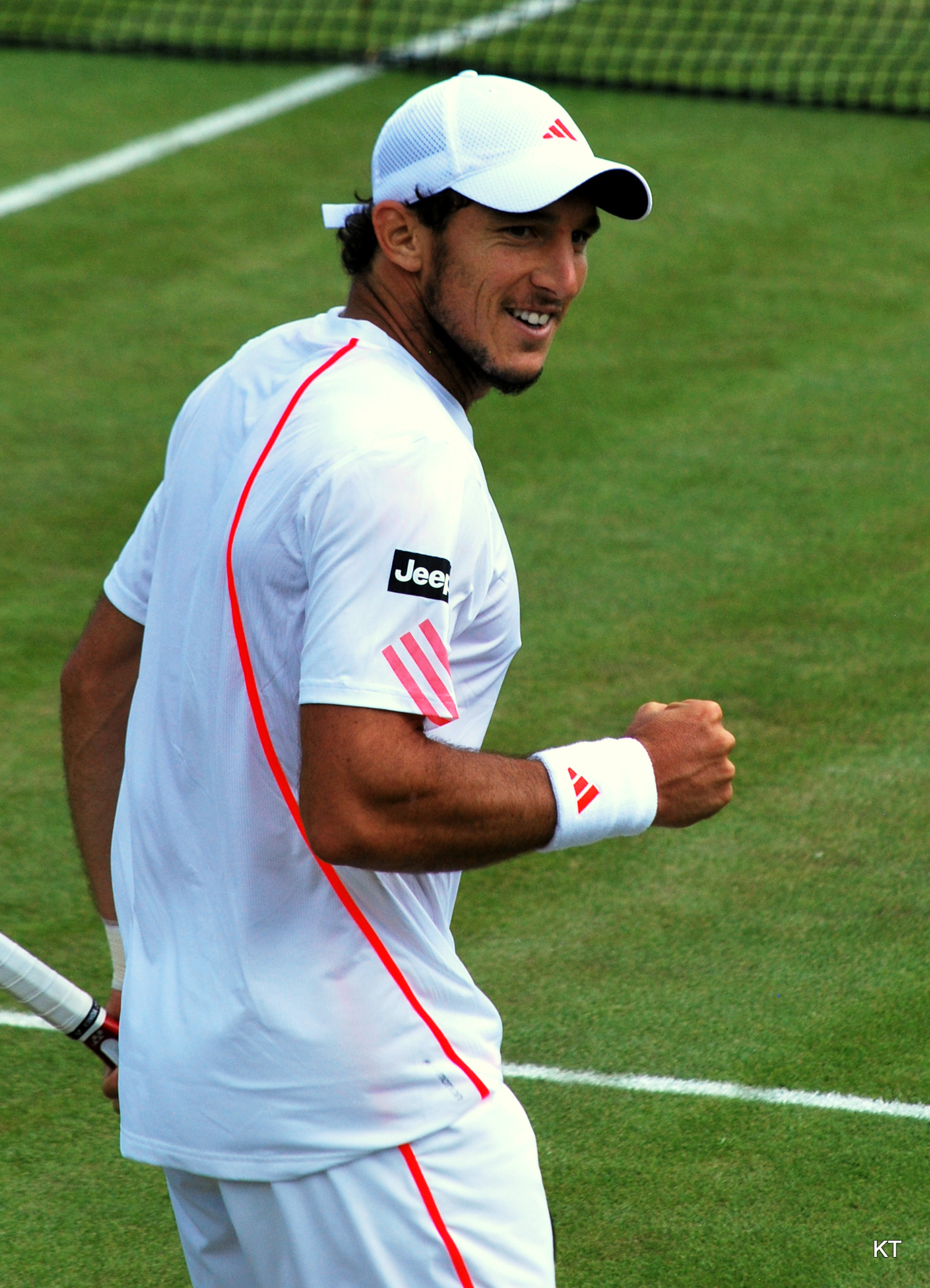
Juan Mónaco podczas Wimbledonu, 2012

W 2012 roku pierwszy turniej Mónaco rozegrał podczas Australian Open, gdzie poniósł porażkę w I rundzie po pięciosetowym spotkaniu z Philippem Kohlschreiberem. W kolejnym starcie, w chilijskim Viña del Mar, Argentyńczyk odniósł czwarte w karierze turniejowe zwycięstwo, pokonując w finale 6:3, 6:7(1), 6:1 Carlosa Berlocqua. Był to zarazem pierwszy singlowy tytuł Mónaco bo blisko czterech i pół roku.
Pod koniec marca Argentyńczyk osiągnął półfinał imprezy ATP World Tour Masters 1000 w Miami. Po drodze zdołał wyeliminować m.in. Gaëla Monfilsa, Andy'ego Roddicka oraz Mardy'ego Fiha. Półfinałowy pojedynek przegrał dopiero z Novakiem Đokoviciem. Piąty singlowy turniej Mónaco wygrał w połowie kwietnia w Houston, gdzie finałowy mecz wygrał 6:2, 3:6, 6:3 z Johnem Isnerem.
W kwietniu, podczas występu w Monte Carlo, Argentyńczyk doznał urazu kolana, który wykluczył go z rozgrywek na miesiąc. Do rywalizacji powrócił w połowie maja na turniej w Rzymie, gdzie odpadł w III rundzie pokonany przez Novaka Đokovicia. Podczas wielkoszlemowego Roland Garrosa Mónaco doszedł do IV rundy, po wcześniejszej wygranej m.in. w pięciu setach z Milosem Raoniciem. Spotkanie o dalszą rundę zakończyło się porażką Argentyńczyka z Rafaelem Nadalem.
Na Wimbledonie, w spotkaniu I rundy z Leonardo Mayerem, Mónaco po raz pierwszy przeszedł rundę tego turnieju, pokonując swojego rywala 6:4, 7:6(5), 7:6(5). W następnym meczu Argentyńczyk wyeliminował Jérémy'ego Chardy'ego, jednak w pojedynku III rundy z Viktorem Troickim Mónaco przegrał 5:7, 5:7, 3:6. Trzeci w sezonie finał argentyński tenisista osiągnął w połowie lipca w Stuttgarcie. W finale Mónaco zmierzył się z Janko Tipsareviciem, z którym przegrał 4:6, 7:5, 3:6. Kolejny tytuł w sezonie Mónaco wywalczył w Hamburgu. W zawodach przegrał łącznie dwa sety, a w rundzie finałowej wygrał 7:5, 6:4 z Tommym Haasem. Wynik ten pozwolił Argentyńczykowi awansować na 10. miejsce w rankingu ATP, najwyższe w karierze.
Pod koniec lipca Mónaco zagrał na igrzyskach olimpijskich w Londynie. W I rundzie pokonał Davida Goffina, jednak w dalszej rundzie uległ Feliciano Lópezowi. Podczas US Open Argentyńczyk odpadł w I rundzie po pięciosetowym spotkaniu z Guillermo Garcíą Lópezem.
Pierwszy turniej jesienią Mónaco zagrał w Kuala Lumpur, gdzie wygrał po raz pierwszy w karierze zawody na nawierzchni twardej. W finałowym spotkaniu pokonał 7:5, 4:6, 6:3 Juliena Benneteau.
Rok 2012 Argentyńczyk zakończył na 12. miejscu w klasyfikacji singlowej ATP.

### 2013
Sezon Mónaco zaczął od startu w Australian Open, przegrywając w I rundzie z Andriejem Kuzniecowem. W lutym zagrał w Viña del Mar osiągając po raz pierwszy od czterech lat finał gry podwójnej w zawodach ATP World Tour. W finale, w parze z Rafaelem Nadalem, nie sprostał deblowi Paolo Lorenzi i Potito Starace. W połowie kwietnia Argentyńczyk awansował do półfinału singla w Houston, ponosząc porażkę z Johnem Isnerem.
Podczas europejskiego sezonu na kortach ziemnych Mónaco, pod koniec kwietnia, doszedł do ćwierćfinału w Barcelonie, gdzie przegrał z Nicolásem Almagro. Tuż przed wielkoszlemowym Rolandem Garrosem, Mónaco wygrał rywalizację singlową w Düsseldorfie, po pokonaniu w rundzie finałowej 6:4, 6:2 Jarkko Nieminena. Na paryskich kortach zawodnik argentyński odpadł już w I rundzie po porażce z Danielem Gimeno-Traverem.
Na Wimbledonie tenisista argentyński awansował do III rundy, wyeliminowany przez Kenny'ego de Scheppera. Następnie zagrał w Båstad, gdzie uległ w ćwierćfinale Grigorowi Dimitrowowi. Do kolejnego ćwierćfinału Argentyńczyk awansował w Hamburgu, ponosząc porażkę z Nicolásem Almagro. Następnie Mónaco wystąpił w Kitzbühel osiągając finał, w którym przegrał 6:0, 6:7(3), 4:6 z Marcelem Granollersem.
US Open Mónaco zakończył już w I rundzie gdzie przegrał poprzez krecz w trzecim secie z Florianem Mayerem, podając jako przyczynę ból głowy i żołądka.
Ostatni turniej w sezonie Mónaco zagrał pod koniec września w Tokio. Zmagania zakończył na I rundzie wyeliminowany przez Jarkko Nieminena.
Rok 2013 tenisista argentyński zakończył na pozycji nr 42. w klasyfikacji ATP.

### 2014
Sezon 2014 Mónaco zainaugurował od występu w Melbourne, gdzie w I rundzie poniósł porażkę z Ernestsem Gulbisem.
Pod koniec lutego Argentyńczyk awansował do pierwszego w roku ćwierćfinału, podczas turnieju w São Paulo. Spotkanie o uczestnictwo w półfinale przegrał z Paolo Lorenzim.
Do kolejnego ćwierćfinału w sezonie Mónaco awansował w maju, w Düsseldorfie, wyeliminowany przez Ivo Karlovicia. Roland Garros Mónaco rozpoczął od wygranej z Lucasem Pouille, jednak w dalszej rundzie przegrał z Andreasem Seppim.
Podczas turniejów na nawierzchni trawiastej Mónaco nie wystąpił. Powrócił do rywalizacji w lipcu i pod koniec tego miesiąca awansował do finału w Gstaad, gdzie mecz o tytuł przegrał z Pablo Andújarem. Po zawodach w Gstaad doszedł do półfinału w Kitzbühel, odpadając po porażce z Dominicem Thiemem.
Po miesięcznej przerwie Mónaco powrócił do rywalizacji na US Open, lecz został wyeliminowany w I rundzie przez Jo-Wilfrieda Tsongę. Pod koniec września tenisista argentyński awansował do półfinału w Shenzhen, w którym uległ Andy'emu Murrayowi.
Rok 2014 zakończył na pozycji nr 62. w rankingu ATP.

### 2015

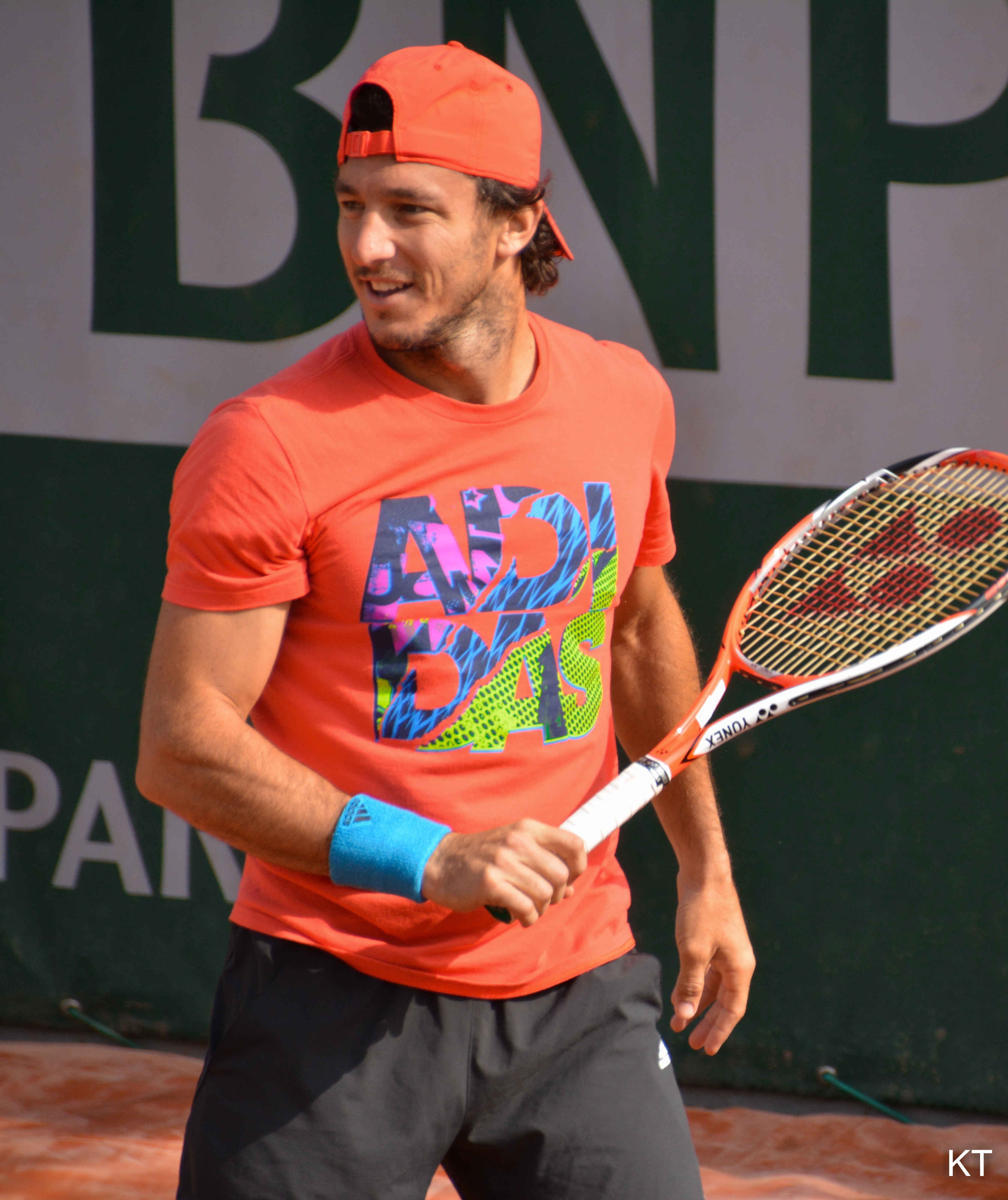
Juan Mónaco podczas French Open, 2015

Na początku sezonu Mónaco awansował do finału gry podwójnej wspólnie z Rafaelem Nadalem w Ad-Dausze, w którym wygrali z Julianem Knowlem i Philippem Oswaldem 6:3, 6:4.
W marcu Argentyńczyk został finalistą turnieju w Buenos Aires ulegając Rafaelowi Nadalowi.
W zawodach z serii ATP World Tour Masters 1000 w Indian Wells i Miami doszedł odpowiednio do III rundy i ćwierćfinału.
Kolejny ćwierćfinał w sezonie osiągnął tuż przed French Open, w Nicei. W paryskiej imprezie wyeliminował najpierw po pięciosetowym meczu Federica Delbonisa, a następnie przegrał z Tejmurazem Gabaszwilim. Z rywalizacji na Wimbledonie również został wyeliminowany w II rundzie.
Ostatni w sezonie start Argentyńczyka miał miejsce w sierpniu w Kitzbühel, gdzie w I rundzie przegrał przez krecz z Robinem Haasem. Przyczyną wycofania się z dalszej gry był uraz nadgarstka, który wyeliminował Mónaco z gry do lutego 2016 roku.

### 2016

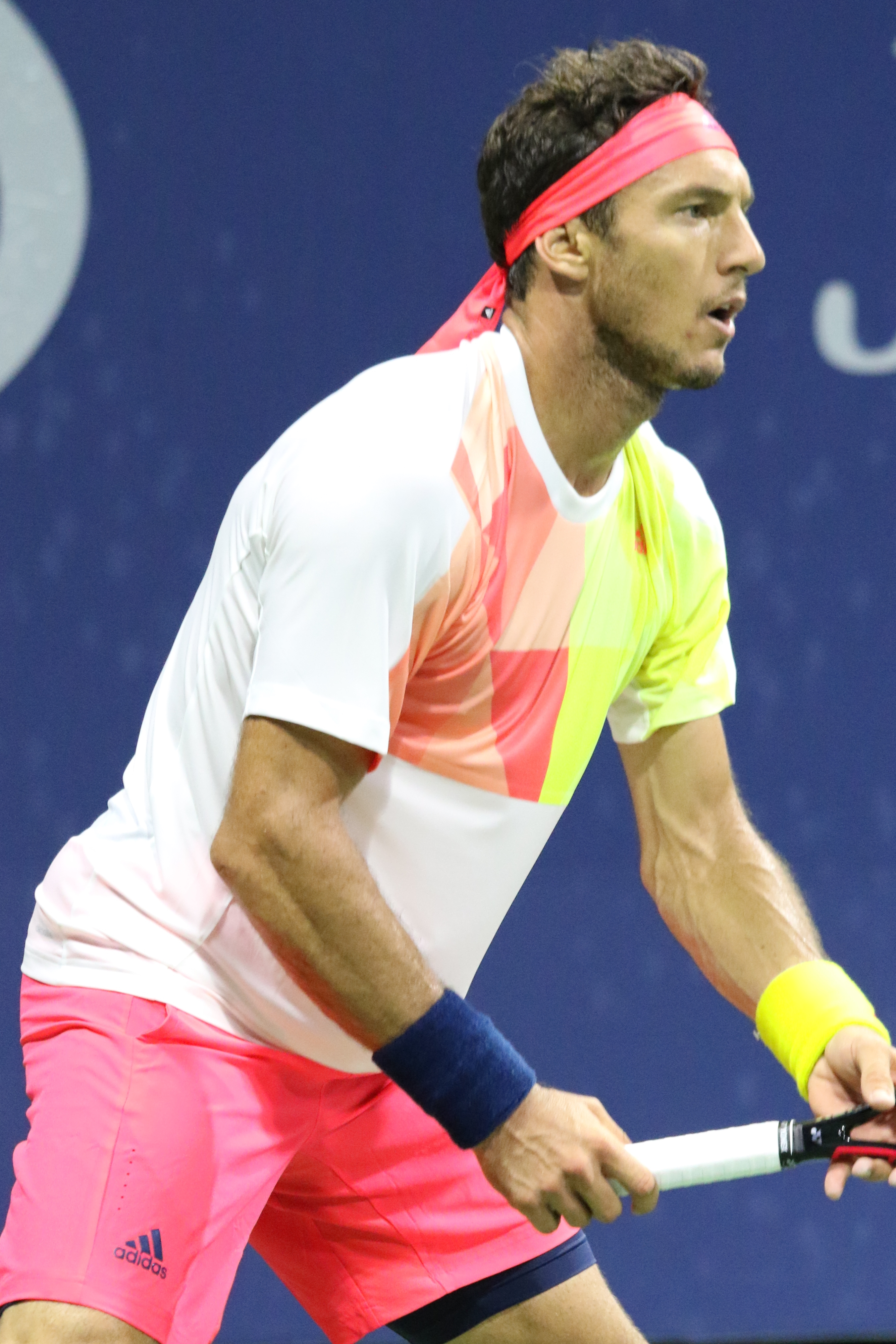
Juan Mónaco podczas US Open, 2016

Przez cały sezon 2016 Mónaco zmagał się z problemami zdrowotnymi. Z Australian Open wycofał się przez kontuzję nadgarstka, podobnie jak w jesiennej części sezonu z imprez halowych w Bazylei i Paryżu. Ostatni turniej zagrał na początku października w Tokio.
W sezonie 2016 Argentyńczyk został zwycięzcą zawodów w Houston, startując jako tenisista sklasyfikowany poniżej 100. miejsca w rankingu. W finale pokonał Jacka Socka.
W maju został ćwierćfinalistą zawodów ATP World Tour Masters 1000 w Rzymie, gdzie przez kontuzję lewego biodra poddał mecz półfinałowy. Mónaco został także ćwierćfinalistą jesiennego turnieju w Tokio.
Uczestniczył w 3 imprezach wielkoszlemowych, dochodząc do 2 rund w Paryżu i Londynie, a w Nowym Jorku przegrywając w 1 rundzie.
W sierpniu zagrał na igrzyskach olimpijskich w Rio de Janeiro w turnieju singlowym odpadając w 2 rundzie.
Rok 2016 zakończył na 65. miejscu w klasyfikacji ATP. Rozegrał 31 meczów i odniósł 17 zwycięstw.

### 2017
Wystąpił w trzech turniejach, w Indian Wells, Miami i Houston za każdym razem odpadając w 1 rundzie.
Zrezygnował z udziału w Australian Open, turniejów rozgrywanych w Ameryce Południowej i w Europie na kortach ziemnych z powodu problemów z nadgarstkiem.
Dnia 15 maja poinformował o zakończeniu zawodowej kariery.

### Puchar Davisa
W reprezentacji zadebiutował w 2004 roku w ćwierćfinale meczu "grupy światowej" przeciwko Białorusi. Swoje spotkanie przegrał 6:3, 3:6, 3:6 z Uładzimirem Wałczkouem, a wynik konfrontacji pomiędzy zespołami to 5:0 dla Białorusinów.
W edycji z roku 2008 Mónaco zagrał w ćwierćfinale ze Szwecją, wygrywając swój pojedynek 6:3, 6:3 z Thomasem Johanssonem, a końcowy rezultat rywalizacji to 4:1 dla Argentyńczyków.
Podczas rozgrywek z 2009 roku Mónaco zwyciężył 6:1, 6:2, 7:6(1) w meczu I rundy z reprezentantem Holandii Thiemo de Bakkerem. W ćwierćfinale rywalami tenisistów z Ameryki Południowej byli Czesi. Oba swoje spotkania Mónaco przegrał, najpierw z Tomášem Berdychem, a potem z Radkiem Štěpánkiem. Do półfinału przeszli Czesi, którzy zwyciężyli w tej fazie 3:2.
W 2010 roku Argentyńczyk wziął udział w rundzie półfinałowej przeciwko Francji. Mónaco przegrał w singlu z Michaëlem Llodrą, a Francuzi wygrali rywalizację 5:0.
W sezonie 2011 Mónaco awansował wspólnie z reprezentacją do finału rozgrywek, po wyeliminowaniu m.in. w półfinale zwycięzców z 2010 roku, Serbów. Rundę finałową Argentyńczycy jednak przegrali 1:3 z Hiszpanią, a Mónaco uległ Rafaelowi Nadalowi.
W 2012 roku Argentyna, w składzie z Mónaco, awansowała do półfinału. Mónaco zagrał w tej edycji cztery singlowe mecze, z których w trzech triumfował. W półfinale przeciwko Czechom, tenisista przegrał z Tomášem Berdychem, a pokonał Ivo Minářa. Do finału przeszli Czesi, kończąc rywalizację 3:2.

### Finały w turniejach ATP World Tour
| Legenda                                      |
| -------------------------------------------- |
| Wielki Szlem                                 |
| Igrzyska olimpijskie                         |
| Tennis Masters Cup / ATP Finals              |
| ATP Masters Series / ATP Tour Masters 1000   |
| ATP International Series Gold / ATP Tour 500 |
| ATP International Series / ATP Tour 250      |

#### Gra pojedyncza (9–12)
| Końcowy wynik | Nr  | Data             | Turniej      | Nawierzchnia  | Przeciwnik         | Wynik finału     |
| ------------- | --- | ---------------- | ------------ | ------------- | ------------------ | ---------------- |
| Finalista     | 1.  | 10 kwietnia 2005 | Casablanca   | Ceglana       | Mariano Puerta     | 4:6, 1:6         |
| Zwycięzca     | 1.  | 25 lutego 2007   | Buenos Aires | Ceglana       | Alessio Di Mauro   | 6:1, 6:2         |
| Zwycięzca     | 2.  | 26 maja 2007     | Pörtschach   | Ceglana       | Gaël Monfils       | 7:6(3), 6:0      |
| Zwycięzca     | 3.  | 29 lipca 2007    | Kitzbühel    | Ceglana       | Potito Starace     | 5:7, 6:3, 6:4    |
| Finalista     | 2.  | 3 lutego 2008    | Viña del Mar | Ceglana       | Fernando González  | walkower         |
| Finalista     | 3.  | 25 maja 2008     | Pörtschach   | Ceglana       | Nikołaj Dawydienko | 2:6, 6:2, 2:6    |
| Finalista     | 4.  | 22 lutego 2009   | Buenos Aires | Ceglana       | Tommy Robredo      | 5:7, 6:2, 6:7(5) |
| Finalista     | 5.  | 19 lipca 2009    | Båstad       | Ceglana       | Robin Söderling    | 3:6, 6:7(4)      |
| Finalista     | 6.  | 27 września 2009 | Bukareszt    | Ceglana       | Albert Montañés    | 6:7(2), 6:7(6)   |
| Finalista     | 7.  | 7 lutego 2010    | Santiago     | Ceglana       | Thomaz Bellucci    | 2:6, 6:0, 4:6    |
| Finalista     | 8.  | 6 listopada 2011 | Walencja     | Twarda (hala) | Marcel Granollers  | 2:6, 6:4, 6:7(3) |
| Zwycięzca     | 4.  | 5 lutego 2012    | Viña del Mar | Ceglana       | Carlos Berlocq     | 6:3, 6:7(1), 6:1 |
| Zwycięzca     | 5.  | 15 kwietnia 2012 | Houston      | Ceglana       | John Isner         | 6:2, 3:6, 6:3    |
| Finalista     | 9.  | 15 lipca 2012    | Stuttgart    | Ceglana       | Janko Tipsarević   | 4:6, 7:5, 3:6    |
| Zwycięzca     | 6.  | 22 lipca 2012    | Hamburg      | Ceglana       | Tommy Haas         | 7:5, 6:4         |
| Zwycięzca     | 7.  | 30 września 2012 | Kuala Lumpur | Twarda (hala) | Julien Benneteau   | 7:5, 4:6, 6:3    |
| Zwycięzca     | 8.  | 25 maja 2013     | Düsseldorf   | Ceglana       | Jarkko Nieminen    | 6:4, 6:3         |
| Finalista     | 10. | 3 sierpnia 2013  | Kitzbühel    | Ceglana       | Marcel Granollers  | 6:0, 6:7(3), 4:6 |
| Finalista     | 11. | 27 lipca 2014    | Gstaad       | Ceglana       | Pablo Andújar      | 5:7, 3:6         |
| Finalista     | 12. | 1 marca 2015     | Buenos Aires | Ceglana       | Rafael Nadal       | 4:6, 1:6         |
| Zwycięzca     | 9.  | 10 kwietnia 2016 | Houston      | Ceglana       | Jack Sock          | 3:6, 6:3, 7:5    |

#### Gra podwójna (3–3)
| Końcowy wynik | Nr | Data             | Turniej         | Nawierzchnia | Partner          | Przeciwnicy                     | Wynik finału   |
| ------------- | -- | ---------------- | --------------- | ------------ | ---------------- | ------------------------------- | -------------- |
| Zwycięzca     | 1. | 12 stycznia 2008 | Auckland        | Twarda       | Luis Horna       | Xavier Malisse Jürgen Melzer    | 6:4, 3:6, 10–7 |
| Finalista     | 1. | 3 lutego 2008    | Viña del Mar    | Ceglana      | Máximo González  | José Acasuso Sebastián Prieto   | 1:6, 0:3 krecz |
| Zwycięzca     | 2. | 20 kwietnia 2008 | Walencja        | Ceglana      | Máximo González  | Travis Parrott Filip Polášek    | 7:5, 7:5       |
| Finalista     | 2. | 15 lutego 2009   | Costa do Sauipe | Ceglana      | Lucas Arnold Ker | Marcel Granollers Tommy Robredo | 4:6, 5:7       |
| Finalista     | 3. | 10 lutego 2013   | Viña del Mar    | Ceglana      | Rafael Nadal     | Paolo Lorenzi Potito Starace    | 2:6, 4:6       |
| Zwycięzca     | 3. | 9 stycznia 2015  | Ad-Dauha        | Twarda       | Rafael Nadal     | Julian Knowle Philipp Oswald    | 6:3, 6:4       |

### Starty wielkoszlemowe (gra pojedyncza)
| Turniej          | 2002  | 2003  | 2004  | 2005  | 2006  | 2007  | 2008  | 2009  | 2010  | 2011  | 2012  | 2013  | 2014  | 2015  | 2016  | 2017  | Wygrane turnieje | Bilans w turnieju |
| ---------------- | ----- | ----- | ----- | ----- | ----- | ----- | ----- | ----- | ----- | ----- | ----- | ----- | ----- | ----- | ----- | ----- | ---------------- | ----------------- |
| Australian Open  | –     | –     | –     | 1R    | 2R    | 1R    | 3R    | 1R    | 3R    | 2R    | 1R    | 1R    | 1R    | 1R    | –     | –     | 0 / 11           | 6–11              |
| French Open      | –     | –     | 2R    | 1R    | 3R    | 4R    | 1R    | 2R    | 1R    | 1R    | 4R    | 1R    | 2R    | 2R    | 2R    | –     | 0 / 13           | 13–13             |
| Wimbledon        | –     | –     | –     | 1R    | –     | 1R    | –     | 1R    | –     | 1R    | 3R    | 3R    | –     | 2R    | 2R    | –     | 0 / 8            | 6–8               |
| US Open          | –     | –     | 1R    | 1R    | 1R    | 4R    | 1R    | 1R    | 1R    | 4R    | 1R    | 1R    | 1R    | –     | 1R    | –     | 0 / 12           | 6–12              |
| Wygrane turnieje | 0 / 0 | 0 / 0 | 0 / 2 | 0 / 4 | 0 / 3 | 0 / 4 | 0 / 3 | 0 / 4 | 0 / 3 | 0 / 4 | 0 / 4 | 0 / 4 | 0 / 3 | 0 / 3 | 0 / 3 | 0 / 0 | 0 / 44           | N/A               |
| Bilans spotkań   | 0–0   | 0–0   | 1–2   | 0–4   | 3–3   | 6–4   | 2–3   | 1–4   | 2–3   | 4–4   | 5–4   | 2–4   | 1–3   | 2–3   | 2–3   | 0–0   | N/A              | 31–44             |